# ربيع الغضب (مسلسل)
ربيع الغضب، مسلسل تلفزيوني مصري عرض في رمضان 1434هـ/2013م.

## قصة المسلسل
تدور أحداث المسلسل حول الظروف التي أدت إلى ثورة يناير من خلال تناول بعض القضايا التي أدت إلى خروج الشعب المصري عن سكوته ومطالبته بسقوط النظام الحاكم.

## بطولة
- فردوس عبد الحميد: فتحية (أم مصطفى) بائعة الشاي
- عزت العلايلي: المحامي/ كمال جرجس
- سهر الصايغ: نجاة
- مدحت تيخا: مصطفى
- عزت أبو عوف: الوزير/ ثروت عبد اللطيف
- عمرو محمود ياسين: الصحفي/ حسام حربي
- عبد الله حفني: المخبر/ زغلول
- بهاء ثروت: الظابط/ عادل حشمت
- عبد الرحمن أبو زهرة: اللواء/ حشمت
- تيسير عبد العزيز: سلوى
- حسين الإمام: عنتر
- صفاء الطوخي: تريز زوجة كمال جرجس
- محمد متولي: أسطى حربي والد حسام
- خليل مرسي: مختار السيوفي
- صلاح رشوان: نديم بيه
- ريم هلال: إلهام
- ريم أحمد: لمياء
- ميسرة
- محمد عبد الجواد
- علاء مرسي: أمجد بيه
- دينا صلاح: الصحفية/ ميادة
- منة الشريف: زيزي